# Nowe Hebrydy
Nowe Hebrydy – archipelag około 80 wysp pochodzenia wulkanicznego i koralowego położonego około 1700 km na północny wschód od Australii, między 12 a 20° szerokości geograficznej południowej, którego większość leży w Vanuatu.

## Geografia
Powierzchnia wysp: 12,2 tys. km² (podawane także 14,8 tys. km²). Ludność w roku 2008 wynosiła 233 tys. osób, głównie pochodzenia melanezyjskiego (98%). Główne wyspy Nowych Hebrydów (Espiritu Santo, Éfaté, Erromango, Malekula) są pochodzenia wulkanicznego, małe wysepki (Lopevi, Tanno) mają charakter koralowy. Ambrim i Lopevi są czynnymi wulkanami.
Na wyspach panuje klimat wilgotny równikowy. Wyspy północne porastają wilgotne lasy równikowe, wyspy na południu porastają lasy suche i sawanna. Średnie temperatury miesięczne w przedziale 23–28 °C. Pora deszczowa trwa od listopada do kwietnia, roczna suma opadów wynosi 1500–2500 mm. Często występują cyklony.

## Historia
Wyspy zostały odkryte w 1606 roku przez portugalskiego żeglarza Pedro Fernandeza de Quirósa. W 1774 roku zostały przebadane przez Jamesa Cooka. To on właśnie nadał im nazwę Nowych Hebrydów. Od roku 1870 na wyspy napływali kolonizatorzy angielscy i francuscy. Od 1906 roku wyspy były angielsko-francuskim kondominium. W 1980 roku wyspy uzyskały pełną niepodległość jako państwo Vanuatu.